# Dacnusa dampfella
Dacnusa dampfella är en stekelart som först beskrevs av Per Abraham Roman 1925.  Dacnusa dampfella ingår i släktet Dacnusa och familjen bracksteklar. Inga underarter finns listade i Catalogue of Life.